# Zospeum tholussum
Zospeum tholussum is een slakkensoort uit de familie van de Ellobiidae.
Het dier leeft in complete duisternis in grotten 900 meter onder het oppervlak van Kroatië. De slak is twee millimeter groot en heeft geen ogen. Het slakkenhuis bevat geen pigment.
Het dier is een van de langzaamste slakkensoorten en legt hooguit enkele centimeters per week af.